# Filip Geltz
Filip Geltz (auch Philipp Geltz, * 2. Februar 1901 in Neuarad, Königreich Ungarn; † 16. September 1994 in Bukarest, Rumänien) war ein rumänischer Politiker und Vertreter rumäniendeutscher Interessen in der Volksrepublik und Sozialistischen Republik Rumänien.

## Leben
Geltz entstammte der Volksgruppe der Banater Schwaben und war ursprünglich als Tischler in Arad tätig. Im Frühjahr 1919 beteiligte er sich an der „Diktatur des Proletariats“ der Föderativen Ungarischen Sozialistischen Räterepublik. Anfang der 1920er Jahre trat er der Rumänischen Kommunistischen Partei bei. Zwischen 1933 und 1936 wirkte Filip Geltz in Moskau am Sitz der Kommunistischen Internationale (Komintern). Während dieser Zeit wohnte er im Hotel Lux, in dem führende politische Emigranten einquartiert wurden. Wegen seiner Mitgliedschaft in der Kommunistischen Partei wurde er 1942 in Timișoara zu einer langjährigen Zuchthausstrafe verurteilt, aus der er im Herbst 1944 befreit wurde. Als „Volksdeutscher“ wurde er im Januar 1945 zunächst zur Zwangsarbeit in den Donbass verschleppt, konnte allerdings bereits 1946 nach Arad zurückkehren. Er wirkte als kommunistischer Funktionär erst ebenda, ab Ende der 1940er Jahre dann in Bukarest. Von Anfang bis Mitte der 1970er Jahre war er Abgeordneter der Großen Nationalversammlung Rumäniens. Seit der Gründung des Deutschen Antifaschistischen Komitees für Rumänien im Februar 1949 war er dessen Erster Sekretär; 1951 übernahm er dort den Vorsitz von Emmerich Stoffel.
Vom 18. April 1956 bis Februar 1957 war er Minister für Kommunalwirtschaft und örtliche Industrie in der Regierung von Ministerpräsident Chivu Stoica. Geltz wurde mit der „Wiedergutmachung der dem Deutschtum infolge der vorangegangenen staatsbürgerlichen Diskriminierung zugefügten Schäden“ betraut. Das Ministerium Geltz bearbeitete „Zehntausende von Beschwerden“, die im Sommer 1956 zum Erlass eines Dekrets über die Rückgabe von Wohnhäusern und Höfen an enteignete deutschstämmige Besitzer führte, von denen in der Folge bis zum Jahresende 1956 etwa 22.000 ihre ab 1945 enteigneten Höfe und Häuser zurückerhielten.
Von 1955 bis 1960 war Geltz Mitglied der Zentralen Revisionskommission und von 1957 bis 1961 Mitglied des Präsidiums der Großen Nationalversammlung sowie Vizepräsident des staatlichen Handelsunternehmens „Centrocoop“.
Geltz war Angehöriger der rumänischen Delegation (Chivu Stoica, Gheorghe Gheorghiu-Dej, Nicolae Ceaușescu, Ștefan Voitec, Grigore Preoteasa und Josiv Puvak), die 1957 Ost-Berlin besuchte.  1967 besuchte er als Leiter einer rumänischen Delegation die Volksrepublik China. Ab 1968 war er Mitglied im Büro des Rats der Werktätigen deutscher Nationalität.

## Schriften
- Jahre der Reife, Leitartikel in Neuer Weg, 20. August 1964[10]